# Veltheim (Porta Westfalica)
Veltheim ist ein Ortsteil der Stadt Porta Westfalica im Kreis Minden-Lübbecke in Ostwestfalen.

## Geographie
Veltheim liegt südlich des Wesergebirges und nördlich der Weser. Im Osten grenzt Veltheim an die Stadt Rinteln im Landkreis Schaumburg (Niedersachsen) und an den Stadtteil Eisbergen der Stadt Porta Westfalica, im Norden an die Stadtteile Lohfeld und Hausberge, im Westen an den Stadtteil Möllbergen sowie im Süden, getrennt durch die Weser, an den Ortsteil Varenholz der Gemeinde Kalletal im Kreis Lippe.

## Geschichte
Veltheim feierte im Jahr 1996 das 1100-jährige Bestehen. Altertumsfunde deuten darauf hin, dass die Besiedelung aber schon früher begann. Der Ort gehörte bis zu den Napoleonischen Kriegen zur Vogtei Landwehr im Amt Hausberge des Fürstentums Minden. Der Ort gehörte von 1807 bis 1813 zum Kanton Hausberge des napoleonischen Satellitenstaats Königreich Westphalen und kam 1816 zum neuen Kreis Minden. Bis 1972 bildete Veltheim eine Gemeinde im Amt Hausberge des Kreises. Bevor die Gemeinde bei der kommunalen Neugliederung am 1. Januar 1973 Teil der Stadt Porta Westfalica wurde, hatte sie eine Fläche von 11,88 km² sowie 2557 Einwohner (31. Dezember 1972).  Am 31. Dezember 2020 hatte Veltheim 2554 Einwohner.

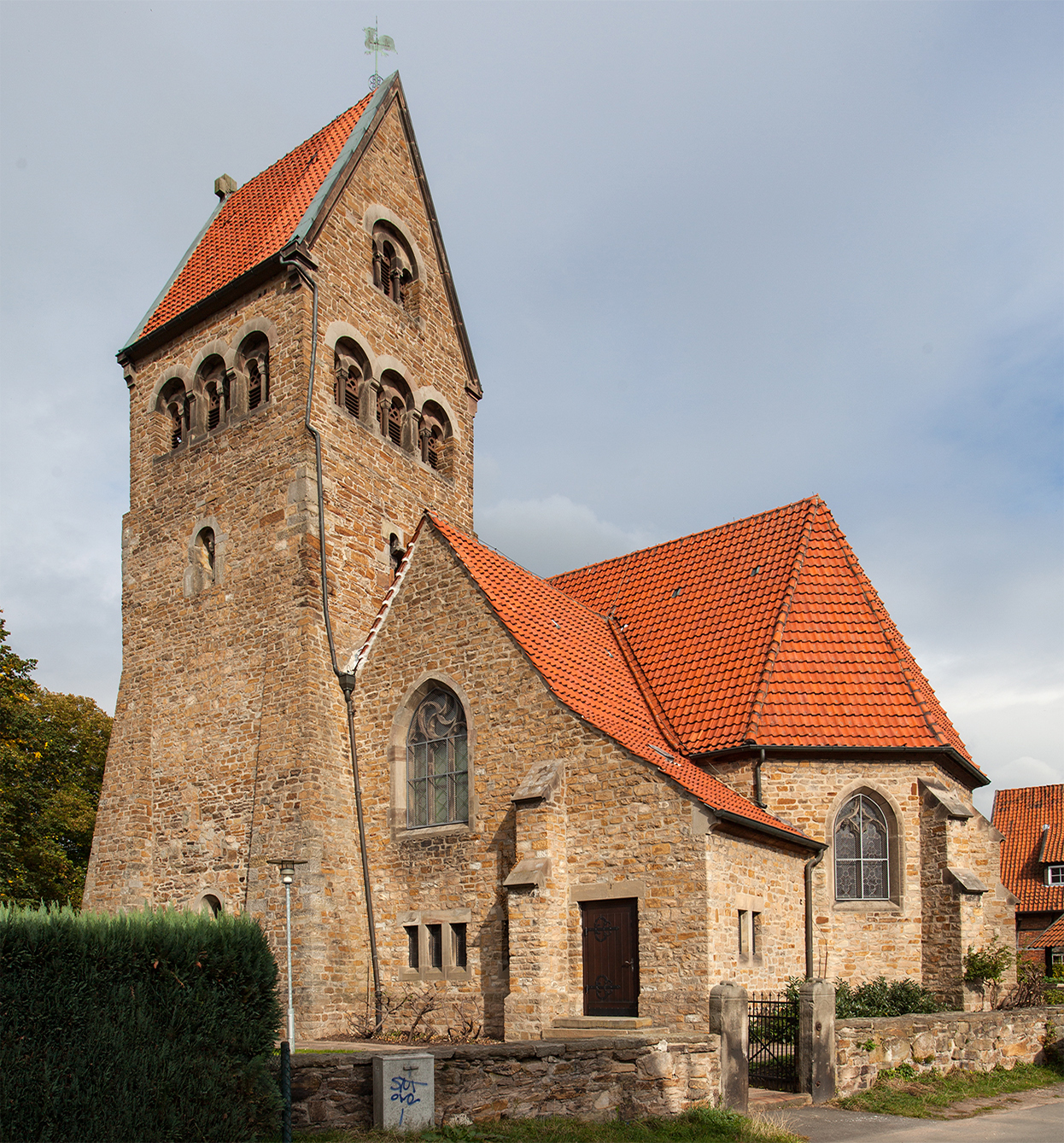
St.-Peter-und-Pauls-Kirche

## Religion

### Protestanten
Die evangelisch-landeskirchlichen Einwohner Veltheims gehören zur Evangelischen Kirchengemeinde Veltheim; ihr dienen als Zentrum die im Wesertal gelegene St.-Peter-und-Pauls-Kirche sowie das am neuen Friedhof auf der Anhöhe gelegene Gemeindehaus. Seit 1. Juni 2007 ist zwischen der evangelisch-lutherischen Kirchengemeinde Hausberge und der evangelischen Kirchengemeinde Veltheim eine pfarramtliche Verbindung eingerichtet; damit ist der Veltheimer Pfarrstelleninhaber auch für die seelsorgliche Betreuung des größten Teils der evangelisch-landeskirchlichen Gemeindeglieder in Lohfeld zuständig.

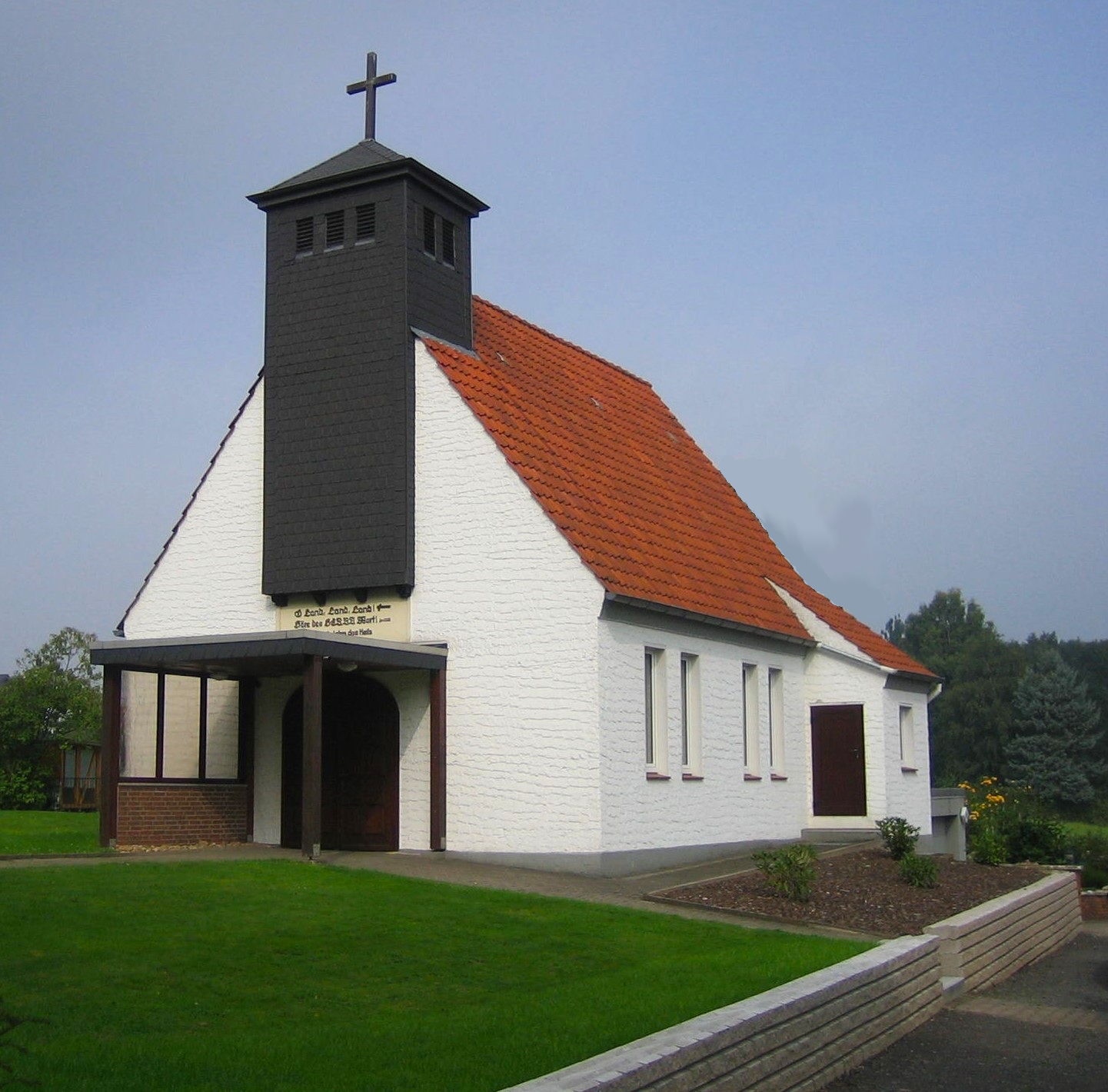
St.-Petri-Kirche in Veltheim

Neben der Gemeinde der Landeskirche besteht mit St. Petri eine Gemeinde der Selbständigen Evangelisch-Lutherischen Kirche, die sich nach dem Zweiten Weltkrieg durch Abspaltung eines Teils der Gemeindeglieder der evangelisch-landeskirchlichen Kirchengemeinde Veltheim gebildet hat.
Im Jahr 1995 entstand die Freie evangelische Christengemeinde Veltheim im Ortskern von Veltheim.

### Katholiken
Die römisch-katholischen Einwohner Veltheims gehören zur Katholischen Kirchengemeinde St. Walburga Hausberge.

## Politik
Veltheim gehört mit Lohfeld zum Bezirksausschuss VII der Stadt Porta Westfalica. Vorsitzender ist Thomas Möbius. Ortsheimatpfleger von Veltheim ist Reinhold Kölling.

## Sehenswürdigkeiten

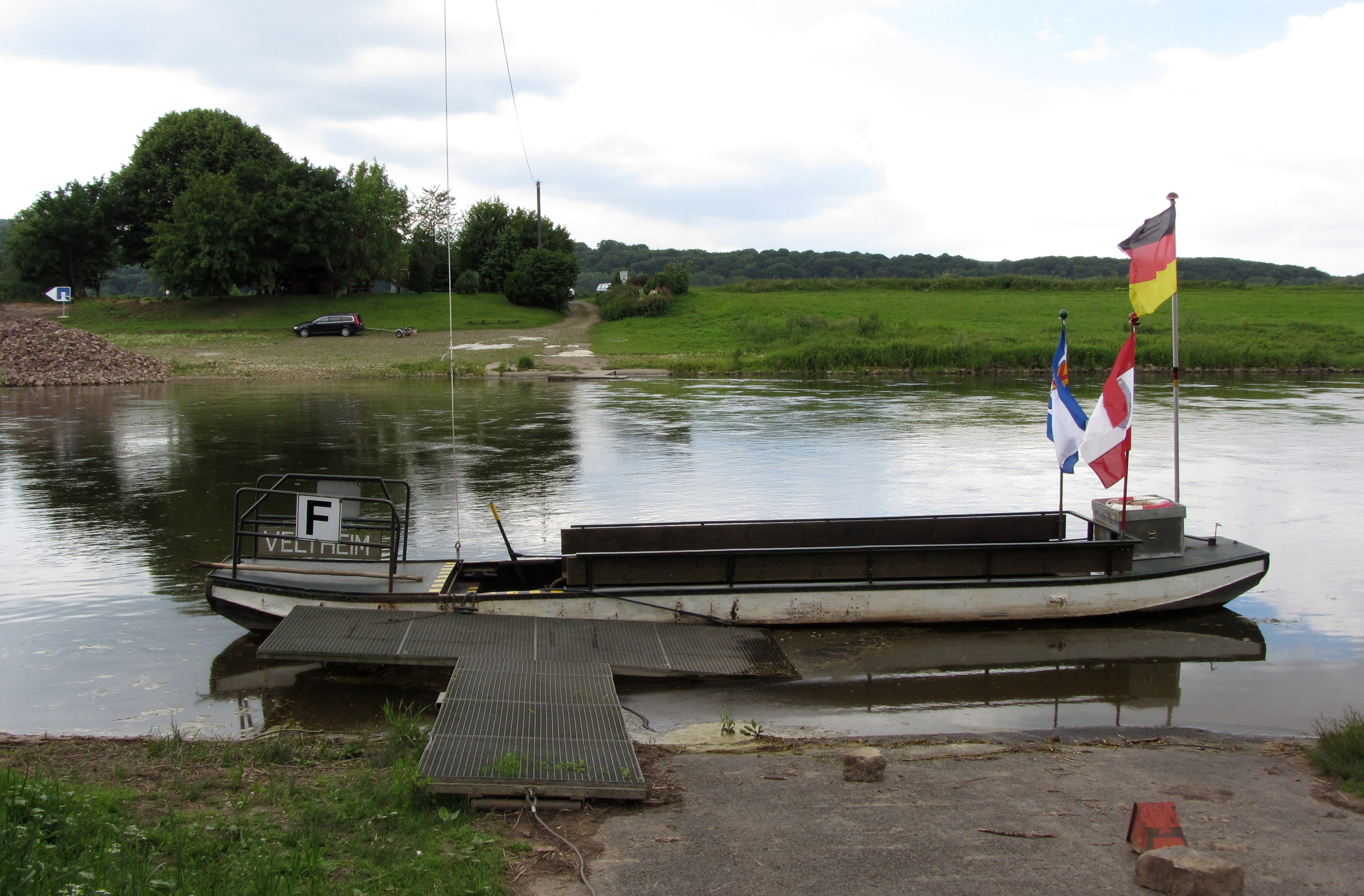
Hochseilfähre Veltheim

Veltheim ist mit seiner Mühle Teil der Westfälischen Mühlenstraße und der Mühlenroute. Die Windmühle wurde 1903 als Ersatz für einen 1870 errichteten Erdholländer gebaut, welcher zunächst auf dem Bockshornberg stand. Der jetzige Wallholländer hat einen verputzten konischen Ziegelsteinturm. Von der 1870 errichteten Mühle ist bekannt, dass die Flügel so tief hingen, dass der zwölfjährige Sohn des Müllers von ihnen beim Drehen tödlich verletzt wurde; wegen eines Blitzschlages musste diese Mühle abgerissen werden.
Die St.-Peter-und-Pauls-Kirche hat einen romanischen Turm; der Alte Friedhof, der von 1868 bis 1954 genutzt wurde, dient heute als Parkanlage mit Rastplatz für die Nutzer des Weserradweges.
Die Weserfähre Veltheim/Varenholz ist eine Gierseilfähre, die heute als reine Personenfähre, insbesondere für Wanderer und Radwanderer an Wochenenden und Feiertagen betrieben wird. Sie wurde nachweislich erstmals im Jahr 1661 erwähnt, bestand aber schon viel früher. 1786 wurde für die Fähre mit der Familie Schäfer ein Erbpachtkontrakt geschlossen.

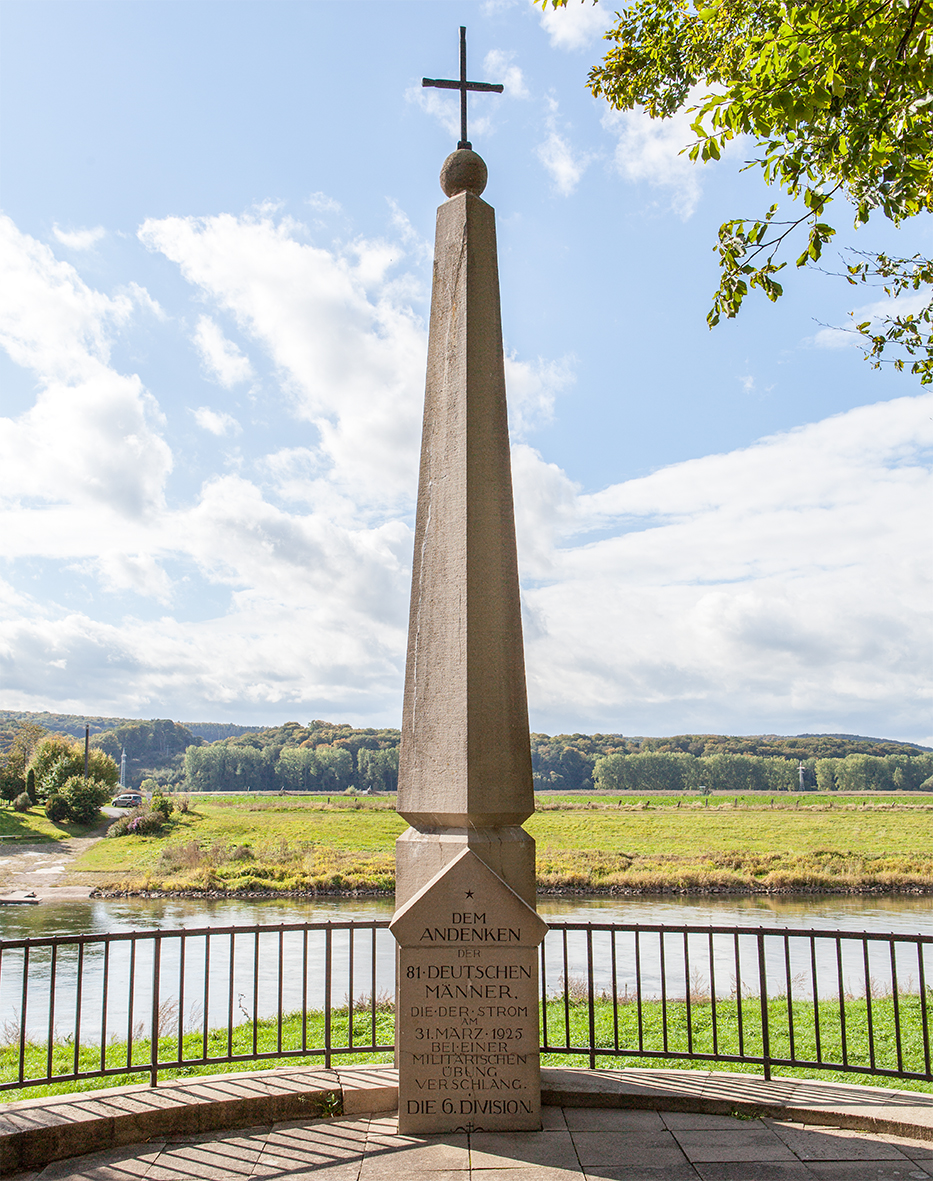
Denkmal zum Fährunglück von 1925

Ein Obelisk an der Fährstelle erinnert an das große Fährunglück von 1925.

## Fährunglück bei Reichswehrübung
Im März 1925 sollten nahe dem Standort der Gierseilfähre auf einer von Mindener Pionieren aus offenen Pontons gebauten Fähre 167 vollausgerüstete Soldaten übergesetzt werden; einem Zivilisten wurde erlaubt mitzufahren. Wegen starker Überbelegung bzw. für diese Anzahl Personen fehlerhafter Konstruktion (aufgrund der Befolgung veralteter Vorschriften) kippte die Fähre. Es gab 81 Tote (darunter der Zivilist und 80 Soldaten), unter anderem, da sich die Opfer in voller Montur nicht retten konnten; zahlreiche Opfer konnten auch nicht schwimmen. Einer der Überlebenden war Fritz Schmidt aus Eisbergen, der später in der NSDAP Karriere machte und 1943 im besetzten Frankreich starb.

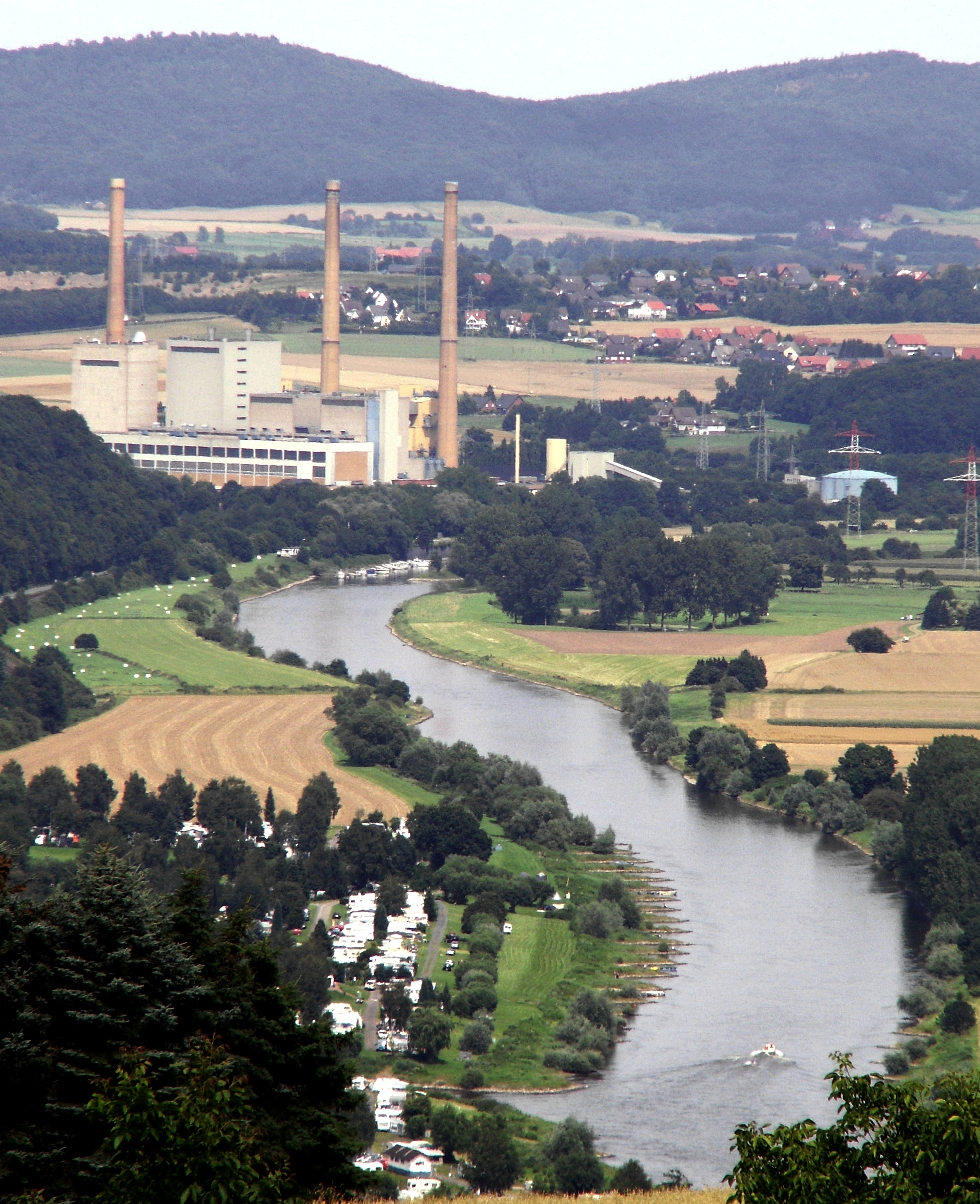
Gemeinschaftskraftwerk Veltheim

## Wirtschaft und Infrastruktur

### Unternehmen
Veltheim ist Standort des Gemeinschaftskraftwerks Veltheim. Der Betrieb wurde mit dem 28. März 2015 eingestellt.

### Verkehr
Veltheim hat einen Autobahnanschluss an die Bundesautobahn 2. Die Bahnstrecke Elze–Löhne (auch als Weserbahn bezeichnet), die heute durch die Regionalverkehre Start Deutschland bedient wird, führt durch Veltheim. Der Bahnhof ist allerdings nicht für den Passagierverkehr zugänglich, nächste Haltepunkte sind Vlotho und Rinteln. Die Reaktivierung eines Haltepunktes ist jedoch für Veltheim beantragt, wird geprüft und ist auch für den Nachbarhaltepunkt Eisbergen in der Diskussion.
Der Radfernweg Weserradweg führt durch den Stadtteil.